# Onze-Lieve-Vrouw van de Rozenkranskapel (Moerzeke)

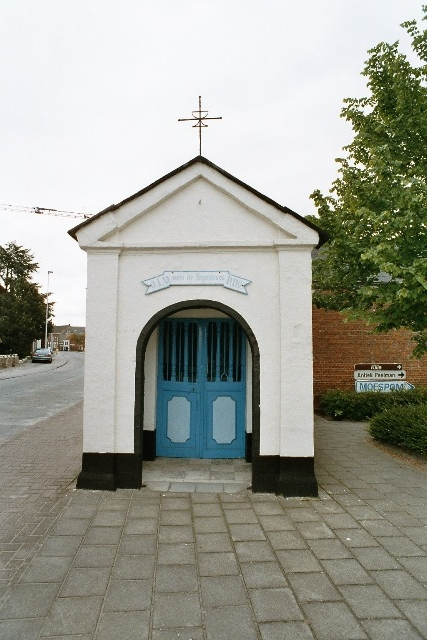
Onze-Lieve-Vrouw van de Rozenkranskapel

De Onze-Lieve-Vrouw van de Rozenkranskapel is een kapel in de tot de Oost-Vlaamse gemeente Hamme behorende plaats Moerzeke, gelegen aan het Koningsplein. De kapel is toegewijd aan Onze-Lieve-Vrouw van de Heilige Rozenkrans.

## Geschiedenis
Omstreeks 1780 stond op deze plaats een kapel, bekend als het cappelleken aen Roggeman. Deze kapel werd tijdens de Franse tijd (eind 18e eeuw) vernield en daarna herbouwd. Aan de neoclassicistische stijlkenmerken te zien is dat tijdens de 1e helft van de 19e eeuw gebeurd.
Hoewel het gebruik van de Rozenkrans veel ouder is dan deze kapel, wordt hij niettemin beschouwd als één der oudste exemplaren in Vlaanderen van een kapel die aan Onze-Lieve-Vrouw van de Rozenkrans is gewijd.

## Gebouw
De kapel heeft een rechthoekige plattegrond met driezijdige koorsluiting. De topgevel is een driehoekig fronton, rustend op twee pilasters. Op de top staat een bescheiden smeedijzeren kruis met kelkmotief.

## Interieur
In het interieur vindt men een 15-tal tafereeltjes, voorstellende de Geheimen van de Rozenkrans (vijf blijde, vijf droevige en vijf glorievolle geheimen). Ook zijn er schilderijen van Sint-Dominicus die de Rozenkrans ontvangt en van een kluizenaar met Rozenkrans.